# Заренок Тетяна Пилипівна
Тетяна Пилипівна Заренок (нар. 25 грудня 1917, м. Василевичі Мінська губернія (нині Речицький район, Гомельська область Білорусі — пом. 18 листопада 2007) — білоруська радянська театральна актриса, Заслужена артистка Білоруської РСР (1955), Народна артистка Білоруської РСР (1967).

## Біографія
Народилася 25 грудня 1917 року в місті Василевичі Мінської губернії, нині Речицького району Гомельської області Білорусії.
У 1930 році вона навчалася на театральних курсах у Мінську, де її викладачем був Євстигней Мирович. У 1931 році була відправлена у Вітебськ, закінчила там у 1933 році театральну студію. Працювала до 1951 року в Білоруському театрі імені Якуба Коласа (нині Національний академічний драматичний театр імені Якуба Коласа). Однією з найкращих робіт актриси у цей період була роль Павлини Бохан у виставі «Співають жайворонки» Кіндрата Кропиви.
Під час німецько-радянської війни актриса разом з театром перебувала на евакуації в Уральську Казахської РСР, потім в місті Орєхово-Зуєво Московської області. Під час війни працювала в тилу і виїжджала з концертними бригадами на передову. В жовтні 1944 року театр повернувся до Вітебська.
У 1952 році Тетяна Пилипівна Заренок вступила в трупу Брестського драматичного театру (нині Брестський академічний театр драми), де плідно працювала до виходу на пенсію в 1974 році.
Померла 18 листопада 2007 року.
Одружилась з білоруським театральним діячем — Леонідом Павловичем Волчецьким. Їх дочка Тамара Волчецька також стала актрисою і працювала у Брестському театрі.

## Творчість
Т. Ф. Заренок — виконавиця гостро характерних і комедійних, лірико-драматичних ролей. Створені нею образи відрізнялися глибокою насиченістю, правдоподібністю і типізацією жіночих характерів. Серед найкращих ролей в класичному та радянському репертуарі:
- Фаншетта («Одруження Фігаро» П. Бомарше),
- Мартіна («Лікар мимоволі» Мольєра),
- Белотелова, Варвара («Одруження Бальзамінова», «Гроза» О. Островського),
- Наташа («На дні» М. Горького),
- Ольга («Три сестри» А. Чехова),
- Дунька («Любов Ярова» К. Треньова),
- Н. К. Крупська («Фінал» П. Строгова, «День тиші» М. Шатрова, «Брестський мир» К. Губаревича).

## Заслуги
- В 1955 році була удостоєна звання заслуженого артиста Білоруської РСР, у 1967 році їй було присвоєно звання народного артиста Білоруської РСР.
- Була нагороджена Почесною грамотою Верховної Ради УРСР (1955, 1967), а також медалями.